# Hajime no Ippo
Hajime no Ippo (jap.: はじめの一歩, dt. etwa „Der erste Schritt“) ist eine japanische Manga-Serie, die von George Morikawa geschrieben und gezeichnet wurde. Sie wird seit Oktober 1989 in Japan veröffentlicht und folgt der Geschichte des Oberschülers Makunouchi Ippo, der eine Karriere im Boxen beginnt und im Laufe der Zeit viele Titel und Niederlagen gegen verschiedene Gegner erlangt. Der Manga wurde mehrfach als Anime und Videospiel adaptiert und gehört zu den meistverkauften Serien in Japan. 1991 gewann Hajime no Ippo den 15. Kōdansha-Manga-Preis in der Kategorie Shōnen.

## Handlung
Ippo Makunouchi ist ein äußerst schüchterner Schüler, der keine Freunde finden kann, weil er seiner Mutter ständig bei der Führung ihres Fischerei-Geschäfts helfen muss. Weil er für sich bleibt, wird er von einer von Umezawa angeführten Gruppe gemobbt. Eines Tages wird er heftig zusammengeschlagen, doch ein vorbeikommender Profiboxer im Mittelgewicht, Mamoru Takamura, stoppt sie und bringt den verletzten Ippo in das Kamogawa-Fitnessstudio, das dem pensionierten Boxer Genji Kamogawa gehört. Dieser behandelt seine Wunden. Nachdem Ippo zu den Geräuschen des Boxertrainings erwacht, versucht Takamura Ippo aufzuheitern, indem er ihn seine Frustrationen an einem Sandsack ablassen lässt. Dabei erhalten die Männer einen ersten Einblick in Ippos Talent zum Boxen. Nach diesem Vorfall denkt Ippo viel über die Situation nach und entscheidet, dass er eine Karriere als professioneller Boxer beginnen möchte. Als er Mamoru Takamura diese Botschaft übermittelt, glaubt Takamura, Ippo würde das professionelle Boxen zu leicht nehmen. Er kann jedoch Ippo nicht sofort ablehnen, insbesondere wegen seiner Leistung, den Sandsack viel härter zu schlagen als jeder andere im Fitnessstudio außer Takamura. Deshalb fordert er Ippo auf, nach einer Woche Training gleichzeitig 10 fallende Blätter von einem Baum zu fangen. Er ist fest davon überzeugt, dass Ippo scheitern wird. Takamura läuft davon, während er seine Straßenarbeiten fortsetzt. Nach einer Woche harten Trainings schafft Ippo die Technik jedoch pünktlich. Er wartet darauf, dass der joggende Takamura seinen gewohnten Weg einschlägt und überrascht ihn, indem er alle 10 fallenden Blätter nur mit seiner linken Hand fängt. Dies beeindruckt Takamura sehr und er lädt Ippo zur Einführung in die Boxhalle ein.
Als sie ins Fitnessstudio zurückkehren, ist Trainer Genji Kamogawa überhaupt nicht beeindruckt von Ippo Makunouchis mangelndem Kampfgeist und wird daher von Takamura aufgefordert, ein Übungssparring gegen ein Mitglied des Fitnessstudios abzuhalten. Kamogawa beschließt jedoch, Ippo vor eine schwere Herausforderung zu stellen, und fordert ihn auf, mit dem 16-jährigen Miyata zu kämpfen. Miyata ist als Wunderkind im Boxen bekannt und eine der Zukunftshoffnungen des Kamogawa-Fitnessstudios. Diese Aussicht macht Takamura große Sorgen, da die Fähigkeiten Miyatas weit über seinen liegen. Wie erwartet verliert Ippo durch K. o., aber erst, als Miyata sich bemüht, seinen Schlägen auszuweichen und das Match schließlich mit seinem Trumpf „The Counter“ beendet. Trainer Kamogawa erkennt, dass Ippo großen Kampfgeist hat und beschließt, ihn zum japanischen Champion mit einer Weltrangliste auszubilden, während Miyata OPBF-Champion (Oriental Pacific Boxing Federation) werden soll. In beide werden hohe Erwartungen gesetzt, auf dass sie schließlich gegeneinander um den Gürtel des Weltmeisters kämpfen.
Die Geschichte konzentriert sich stark auf die Charakterentwicklung, auch während der Kämpfe wird etwas über beide Sportler erzählt. Ippo hat die Angewohnheit, seine Gegner vor den Kämpfen zu treffen, um mehr über ihre Hintergründe zu erfahren und sogar mit ihnen zu sympathisieren. Ippo ist ein äußerst schüchterner und bescheidener Mensch, der niemals davon ausgeht, dass er stark genug ist. Stattdessen macht er sich Mut, indem er die Stärke seines Gegners sieht und erkennt, dass er in der Lage ist, sich dagegen zu behaupten.

## Veröffentlichung
Der Manga wird seit Oktober 1989 von Kōdansha im Shōnen Magazine veröffentlicht. Die Kapitel erschienen auch gesammelt in 143 Tankōbon-Bänden (Stand: Mai 2025). Eine französische Übersetzung wird von Kurokawa herausgegeben.

## Anime-Adaptionen
Hajime no Ippo wurde mehrfach als Anime adaptiert. Die erste Fernsehserie mit 75 Folgen entstand bei Madhouse und unter der Regie von Satoshi Nishimura und Nanako Shimazaki. Hauptautor war Tatsuhiko Urahata und das Charakterdesign entwarf Koji Sugiura. Die Animationsarbeiten fanden unter der Leitung von Noriyuki Fukuda statt. Die Serie wurde zwischen dem 4. Oktober 2000 und dem 27. März 2002 von Nippon TV ausgestrahlt. Die Folgen wurden auf 25 DVDs gesammelt, die von VAP vom 16. März 2001 bis zum 21. März 2003 veröffentlicht wurden. Die letzte DVD enthält eine spezielle Folge, die in Japan nicht ausgestrahlt wurde, mit der Nummer 76. Ein Fernsehfilm mit dem Titel Hajime no Ippo: Champion Road wurde am 18. April 2003 ausgestrahlt. Er adaptierte die Bände 33 bis 35, die den Kampf gegen Kazuki Sanada behandeln. Eine Original Video Animation (OVA) mit dem Titel Hajime no Ippo Mashiba vs. Kimura wurde am 5. September 2003 veröffentlicht. In Nordamerika wurde die erste Serie, einschließlich des Fernsehfilms, 2003 von Geneon lizenziert und unter dem Namen Fighting Spirit veröffentlicht. Sie wurde 2020 von Discotek Media, einschließlich des Fernsehfilms und der OVA, erneut lizenziert und wird 2021 veröffentlicht.
Eine zweite Serie mit dem Titel Hajime no Ippo: New Challenger mit 26 Folgen entstand 2009, erneut beim Studio Madhouse. Regie führte Jun Shishido und Hauptautor war Kazuyuki Fudeyasu. Das Charakterdesign entwarf Koji Sugiura und für den Ton war Toshihiko Nakajima verantwortlich. Die Serie wurde vom 6. Januar bis 30. Juni 2009 von Nippon TV ausgestrahlt. Später wurde sie im philippinischen Fernsehen gezeigt und ins Chinesische übersetzt.
Die dritte Serie mit dem Titel Hajime no Ippo: Rising wurde von Madhouse zusammen mit Studio MAPPA produziert. Regie führte erneut Jun Shishido und Kazuyuki Fudeyasu schrieb die Drehbücher. Auch Koji Sugiura war wieder für das Charakterdesign zuständig. Der Anime mit 25 Folgen lief vom 5. Oktober 2013 bis zum 29. März 2014 bei Nippon TV. Hajime no Ippo: Rising wurde auf Crunchyroll international per Streaming veröffentlicht. In Korea und den Philippinen wurde die Serie im Fernsehen ausgestrahlt.

### Synchronisation
| Rolle           | japanischer Sprecher (Seiyū) |
| --------------- | ---------------------------- |
| Ippo Makunouchi | Kohei Kiyasu                 |
| Mamoru Takamura | Rikiya Koyama                |
| Masaru Aoki     | Wataru Takagi                |
| Genji Kamogawa  | Mamoru Miyano                |
| Tatsuya Kimura  | Keiji Fujiwara               |
| Manabu Itagaki  | Daisuke Namikawa             |
| Takeshi Sendo   | Masaya Onosaka               |

### Musik
Die Musik der ersten Serie wurde komponiert von Tsuneo Imahori. Für die Vorspanne wurden folgende Lieder verwendet:
- Under Star von Shocking Lemon

- Inner Light von Shocking Lemon

- Tumbling Dice von Tsuneo Imahori

Die Abspannlieder sind:
- Yūzora no Kamihikōki von Naoya Mori

- 360° von Mori Naoya

- Eternal Loop von Saber Tiger

Die Musik der zweiten Serie komponierte Yoshihisa Hirano. Das Lied des Vorspanns ist Hekireki von Last Alliance und für den Abspann verwendete man 8 AM von coldrain. Für die dritte Serie komponierten Tsuneo Imahori und Yoshihisa Hirano gemeinsam den Soundtrack. Das Vorspannlied ist Yakan Hikō (夜間飛行) von Wasureranneyo und der Abspann ist unterlegt mit Buchikome!! (ブチコメ!!) von Shikuramen.

## Videospiele
Zum Manga erschienen insgesamt neun Videospiele:
- Hajime no Ippo: The Fighting! für PlayStation
- Hajime no Ippo: Victorious Boxers für PlayStation 2, 2001 auch auf Deutsch
- Hajime no Ippo 2: Victorious Road für PlayStation 2
- Hajime no Ippo All Stars für PlayStation 2
- Hajime no Ippo: The Fighting! für Game Boy Advance
- Hajime no Ippo: The Fighting! DS für Nintendo DS
- Hajime no Ippo: The Fighting Revolution für Wii, 2008 auch auf Deutsch
- Hajime no Ippo: The Fighting! Portable Victorious Spirits für PSP
- Hajime no Ippo: The Fighting! für PlayStation 3

## Rezeption
1991 wurde die Serie mit dem 15. Kōdansha-Manga-Preis in der Kategorie Shōnen ausgezeichnet. 2019 erhielt die Serie einen Kōdansha-Manga-Sonderpreis. Bis November des gleichen Jahres verkaufte der Manga in Japan über 96 Millionen Bände.
In der Anime Encyclopedia wird die Serie als „unbeschwertere Variante des Sport-Drama-Genres“ beschrieben. Der Anime verstehe es „blendend“, so die MangasZene zur ersten Serie, das Erfolgsrezept für Sportanime umzusetzen: Eine Mischung aus einem „ungeschliffenen Rohdiamanten“ mit Talent und harter Arbeit, ein „brillianter Trainer, der auch zur Vaterfigur taugt“, Mitstreiter und „ein Erzrivale, der hinter vielen hohen Hürden lauert“. Der Zeichenstil sei etwas gewöhnungsbedürftig, der Animation fehle es an „Frische und Lebendigkeit, zahlreiche Standbilder“ ließen die Serie älter wirken als sie ist. Die männlichen Charaktere seien zwar „abwechslungsreich und ansprechend“, die weiblichen jedoch „ziemlich farblos“. Die gründlich eingeführten Charaktere seien dafür gelungen, die Charakterentwicklung des Protagonisten eine Freude für den Zuschauer. Trotz der Brutalität und dass die dunklen Seiten des Sports nicht ausgelassen werden, hat die Serie viel Humor und eher eine optimistische Stimmung. Über die zweite Serie schreibt die AnimaniA, sie biete ein „gekonnt inszeniertes“ Wiedersehen mit liebgewonnen Charakteren und sei auch für Neueinsteiger in Hajime no Ippo verständlich. Mit dem „mit Slice-of-Life- und sogar SD-Comedy-Elementen gespickten Plot“ dürfte der Anime nicht nur „Kenner des Faustsports“ begeistern. die Animationsqualität bewege sich auf gutem Fernseh-Niveau, der Soundtrack zurückhaltend und lediglich akzentuierend.